# 에리트레아의 섬 목록
이 문서는 에리트레아의 섬 목록이다.

## 달락 제도
- 다흘락 케비르 (구 데할락 데셋)
- 둘라디야
- 디세이 (구 발렌티아섬)
- 도훌
- 에르와
- 하라트
- 하르밀
- 호와킬
- 이스라투
- 나할레그
- 노라
- 슘마

## 홍해의 다른 섬
- 파트마섬
- 할리브
- 한도
- 하니시 제도
- 호와킬 제도
- 마사와섬

## 같이 보기
- 에리트레아의 지리